# Yasuhiro Hiraoka
Yasuhiro Hiraoka (jap. 平岡 康裕 Hiraoka Yasuhiro; ur. 23 maja 1986) – japoński piłkarz występujący na pozycji obrońcy. Obecnie występuje w Vegalta Sendai.

## Kariera klubowa
Od 2005 roku występował w klubach Shimizu S-Pulse, Consadole Sapporo i Vegalta Sendai.